# Sosigene din Alexandria
Sosigene din Alexandria, ortografiat alternativ Sosigenes, (în greacă veche Σωσιγένης ὁ Ἀλεξανδρεύς) a fost un astronom grec din Egiptul Ptolemeilor care, potrivit istoricului roman Pliniu cel Bătrân, a fost consultat de Iulius Cezar pentru alcătuirea calendarului Iulian.
Se cunosc puține informații despre el cu excepția celor menționate în lucrarea Naturalis Historia a lui Pliniu. Sosigene apare în Cartea 18, 210-212:
„... Existau trei școli principale: chaldeană, egipteană și grecească, cărora Cezar le-a adăugat o a patra în țara noastră în timpul dictaturii sale, care, cu ajutorul învățatului astronom Sosigene (Sosigene perito scientiae eius adhibito), a adus anii înapoi, în conformitate cu mișcarea soarelui.”
În Cartea 2, capitolul 6, i se atribuie lui Sosigene activitatea de cercetare a orbitei lui Mercur:
„Steaua de lângă Venus este Mercur, numită de unii Apollo; are o orbită similară, dar nu este deloc asemănătoare ca mărime sau putere. Se învârte într-un cerc mai mic, cu o mișcare de revoluție mai mică cu nouă zile, strălucind uneori înainte de răsăritul soarelui și alteori după apusul soarelui, dar, potrivit lui Cidenas și lui Sosigene, se află înclinată cu nu mai mult de 22 de grade de soare.”
Unele surse afirmă că calendarul iulian a fost alcătuit de Aristarh din Samos, deși nu este clar de unde provine această concluzie. Ptolemeu al III-lea Euergetes, contemporanul lui Aristarh, a decretat într-adevăr, o reformă a calendarului egiptean în 238 î.Hr., dar aceasta nu a fost aplicată niciodată. Reforma, cu toate acestea, ar fi adăugat o zi în plus, la fiecare patru ani, la calendarul egiptean cu 365 de zile, modificare preluată și în calendarul iulian.
Sosigene a fost interpretat de Hume Cronyn în filmul Cleopatra (1963). Acest portret este bazat în mare parte pe ficțiune: Sosigene îndeplinește funcția de tutore/consilier al Cleopatrei și devine, mai târziu, trimisul ei la Roma. El este în cele din urmă ucis în Forum de Octavian, care declanșează un război împotriva Egiptului. Nici unul dintre aceste evenimente nu este menționat în cronicile istorice, fiind inventate special pentru acest film.